# Rosario (La Union)
Rosario é um município de  primeira classe de renda municipal (d) na província La Union, nas Filipinas. De acordo com o censo de 1 de maio  de  2020 possui uma população de 60 278 pessoas e 14 433 domicílios.